# クレイマン・クレイマン2 〜スカルモンキーのぎゃくしゅう〜
『クレイマン・クレイマン2 スカルモンキーのぎゃくしゅう』（Klaymen Klaymen 2）はThe Neverhood, Inc.が開発し、DreamWorks InteractiveからPlayStationにて発売されたアクションゲーム。原題は『Skullmonkeys』。日本では1998年8月13日にリバーヒルソフトから発売された。『クレイマン・クレイマン ネバーフッドの謎』の続編。
前作と同様、クレイアニメで作られた世界になっているが、PC用でPlayStationでも発売されたアドベンチャーゲームだった前作と違い、本作ではPlayStation用の横スクロール型のアクションゲームとなっている。
ソングライター、レコードプロデューサーでDaniel Amosのテリー・スコット・テイラーがこのゲーム音楽の作曲に関わっており、PlayStation Magazineは「今まで聴いた最高のゲーム音楽」だと高く評価していた。

## ストーリー
銀河系近くにあるクレイ（粘土）の惑星『IDZNAK（イズナック）』が舞台。スカルモンキーと言う住民が暮らす惑星『IDZNAK』にネバーフッドから追放された悪の帝王クロッグが襲来。クロッグはクロッグモンキーと名乗ってスカルモンキーに成りすまし、『破壊兵器ナンバー9』と言う乗り物を作り、ネバーフッドの破壊を企んでいた。スカルモンキー達はクロッグに部下にされたが、ジェリー・Oと言う名のスカルモンキー1匹だけが、クロッグの悪巧みを知り、助けてくれる救援の空飛ぶメッセージ配達装置を送った。ネバーフッドで平和に暮らすクレイマンの元に空飛ぶメッセージ配達装置が到着した。メッセージを受け取ったクレイマンはスカルモンキーを救い、クロッグを倒す為、惑星『IDZNAK（イズナック）』の世界に踏み入れるのであった。

## 登場人物
クレイマン
声 - 岡野浩介
本作品の主人公。ネバーフッドで暮らしていたが、ジェリー・Oからの助けの空飛ぶメッセージ配達装置を受け取り、クロッグを倒す為に、惑星『IDZNAK（イズナック）』に行く。能力としては手から緑色の炎（ブレット）の弾丸を撃つ、脳天がらオナラを出しそのオナラを分身（第2ステージのムービーではオナラは酸ガスにも変化する）にする能力がある。敵と衝突する等、敗北すると何故かバラバラに吹き飛ぶ。ムービー中ではほとんど喋らず「わほー！」「あらー！」「やれやれ」等の単語しか喋らない。担当声優の岡野はムービーのみのクレイマンの声を担当しており、ゲーム中の声は異なり日本版でも海外版でも同じである。
クロッグ
声 - 古澤徹
ラスボスかつ第16ステージ登場の第5のボス。ホボーグが最初に生み出した人物。スカルモンキーが暮らす惑星『IDZNAK（イズナック）』に襲来。クロッグモンキーと名乗ってスカルモンキーに成りすまし、スカルモンキー達を部下として支配する悪の帝王。『破壊兵器ナンバー9』と言う乗り物を作り、復讐の為、クレイマンに追放された故郷のネバーフッドの破壊を企む。
スカルモンキー
惑星『IDZNAK（イズナック）』の原住民。類人猿の様な種族だが、頭蓋骨の頭をしている。クロッグの襲来後、クロッグに支配された。クロッグの部下にされた彼らは、クレイマンをシリモチパンチや様々な武器で攻撃して来たり、クロッグに改造された色んな姿をしたタイプのが登場する。
ジェリー・O（オー）
声 - 鈴木勝美
惑星『IDZNAK（イズナック）』のスカルモンキー。スカルモンキーの多くはクロッグに支配され、部下となったが、彼一匹は違い抵抗していた。クロッグの悪巧みを阻止する為、平和を守る正義のヒーローを呼ぶため、空飛ぶメッセージ配達装置を送った。「聖なるポテト（ジェリー本人曰く食べれないイモで食べると顔にブツブツができる。）」という特殊なジャガイモをクレイマンに送ったが、劇中使われたことは無くどんなアイテムかは不明である。
ウィリー
クレイマンの友人。ムービー以外ではクレイマンのアイテムにより巨大化して登場して画面全体のアイテムを取る。
YNT
スカルモンキーの隣人の種族。劇中で「YNT」と呼ばれる台詞が無く「ワイエヌティー」と読むのか読み方があるのか不明である。虫類を擬人化したような姿をしている。スカルモンキーと同様にクロッグに部下にされている。スカルモンキーは倒されるとバラバラに吹き飛ぶことに対しYNTは爆発し跡形もなく消滅する。
クレイマンへの追跡者
第2ステージのムービーに登場したスカルモンキー。クレイマンの命を狙って追跡していたが、逃げられた挙句クレイマンの頭から出てきた緑色の酸ガスに触れてしまい頭部がドロドロに溶け死亡した。
2人組
第7ステージのムービーに登場した2人組のスカルモンキー。一人はモヒカンで眼帯を着用しておりもう一人は右目だけが飛び出している。モヒカンはクレイマンに逃げられ自分で仕掛けたトラバサミの罠にはまって、右目の方がガトリング砲でクレイマンを攻撃したが誤って車上のTNTを撃ってしまい爆死した。
狼頭の男
第7ステージのムービーに登場。顔が狼の頭蓋骨のような種族でスカルモンキーとの関係は不明。地中で食事しているところを前述の2人組に追われているクレイマンに邪魔をされ怒ってクレイマンを追いかけるがモヒカンに誤って大鋏で胴体を切断され死亡した。
人語を喋るハムスター
声 - 南杏子
第14ステージのムービーに登場。人語を喋る。粘土ではなく実写のハムスターを合成映像に出している。悪戯でスカルモンキー兵の目の中に入り込み、スカルモンキー兵が暴れて自爆して気絶すると目から出てきて「本当オバカさんでちゅ」と言って去ってゆく。
シュライニーガード
第2ステージ登場の第1のボス。クロッグの部下の親玉キャラ。大きくて意地悪で、親玉キャラの中で一番地位が低い。転がったり岩のような物質の唾を飛ばす。
ジョーヘッドジョー
第5ステージ登場の第2のボス。実写の人間の男性の頭が胴体と、恐ろしい外見をしてるので下水道に送られたスカルモンキーの親玉キャラ。胴体の顔が炎を吹く、目玉を転がして攻撃する。（目玉だけは粘土であり、召喚技に近く本体の目は失われない。）
なお、この頭の男性はゲームのイラストレーター及びコンセプトアーティストで、このゲームのレベルデザインを担当したジョセフ（ジョー）・A・サナブリア（Joseph”Joe” A. Sanabria）で、彼は北米版のパッケージもデザインしている。また前作でも彼はクリエイティブサービスの請負業者として関わっている。
グレンYntis
第10ステージ登場の第3のボス。Yntの中で一番大きく大きな爪と長い腕を持つ親玉キャラ。
マジックモンキー
第14ステージ登場の第4のボス。ロスムエルトスの城の主。誰も通り抜ける事が出来ない力を働く「フォースの場」を操る。
ラウドマウス
スカルモンキーの兵隊で基本的なザコキャラ。類人猿のような姿なのに何故か「マウス（ネズミ）」という名前である。
サイコモンキー
ラウドマウスと同じ姿だが体が青くスピードが速い。
ロボットモンキー
機械のようなスカルモンキーで電気玉を飛ばし攻撃する。素手では倒せない。
クレイキーパー
クレイボールを食べながら歩くスカルモンキー。倒せば1個だけだがクレイボールが手に入る。
ぶちぎれモンキー
ラウドマウスと姿は変わらないが、赤く変色し炎をまとっていて、赤い時に攻撃するとダメージを受ける。
JX1137テストパイロット
背中に飛行機械を背負って飛翔しているスカルモンキー。
ヘッドシューターモンキー
首と胴体を分離する能力を持つスカルモンキー。首のみ倒しても本体である胴体から再生することができる。
フラッパー
扇を両手に持って羽ばたいているスカルモンキー。
スノーブロー
第4ステージのみ登場。体が青く大砲を持ったスカルモンキーで、上段下段の2パターンで大砲攻撃を行う。
パイプクリーナー
第5ステージのみ登場。パイプの中から飛び出して食らいつく謎の生物。
フォークシューター
第5ステージのみ登場。スノーブローの色違いで、大玉ではなくフォーク型の弾丸を発射する。
ポップコーンガイコツ
首だけで移動するスカルモンキー（というより頭蓋骨）。
ワンワン鳥
液体で出来たような体の鳥。通常なら触れるだけで倒せるが、アイテムによりクレイマンが縮小化すると横から衝突してダメージとなる。
ゲロゲロモンキー
嘔吐するような声を上げながらジャンプすると体の肉が剥がれてほぼ骸骨の体になる。もう1度ジャンプすると元に戻る、異形のスカルモンキー。
ジャンピーゴリラ
ゴリラのよう大柄なスカルモンキー。ただジャンプするだけだが、微妙にゲロゲロモンキーと似ており、一部ゲロゲロモンキーと共に多く登場するステージではゲロゲロモンキーと間違えやすい。
トリプルレーザーモンキー
体が緑色のジャンピーゴリラだが倒すと3つの光の追尾弾を残しクレイマンを襲う。
卵あわだてマン
機械を使って飛翔しているスカルモンキー。JX1137とは違い頭部にプロペラがあるため踏んだらダメージとなる。
スクリーミングインフェルノ
奈落から上昇するドクロ型の大きい炎。
キャッスルトルゥーパー
第14ステージのみ登場。クレイマンが屋根の上を走る時家の中から上方に槍を突き刺す。
スーパーバクダンモンク
第15ステージのみ登場。巨大な乗り物に乗って地雷を落とす。
ロイヤルガード
第17ステージのみに登場。体が金色でJX1137同様飛行機械を背負っている。
ワーカーYNT
YNTの兵。
フライングYNTセンチュリオン
YNTの兵で、頭にトゲが生えていて飛翔している。
スウォーム・O・YNT
YNTの幼虫で非常に小さく、大勢で群れて体当たりを仕掛ける。

## アイテム
クレイボール
粘土玉でクレイマンのエネルギー。100個とると1UPする。
ハロ
一回だけダメージを防ぐことができる光。
ブレット
クレイマンの手から緑色の弾丸を放つことができる。
スワーリィQ
グルグル模様のアイテムで、1ステージ中3つあり、すべて取るとステージ終わりにスワーリィQのマークがついたゴールが出現しボーナスステージに行ける。
フェニックスハンド
クレイマンの手から鳥のような追尾弾を放つ。
1up
クレイマンの顔をしたアイテム。取ると残機が1つ増える。
ファートヘッド
クレイマンの頭から緑色のオナラを出し分身と化し、その分身操作できる。ダメージを受けると元の位置に戻るが、一定時間経過すると、分身がいた位置までワープすることができる。
ユニヴァースエネマ
クレイマンの全身がムキムキになり、手から強烈な光を出し画面全体の敵を全滅させるアイテム。
スーパーウィリー
巨大ウィリーを召喚し、画面全体のアイテムを手に入れることができる
スペシャル
第11ステージの最後にある1970年代のステージに行くためのキーアイテム。第10ステージまでの間で3つ集めることになる。

## ステージ
第1ステージ Science Center
序盤のステージ。
第2ステージ Monkey Shrines
スカルモンキーの神社で最深部にはボス・シュライニーガードが待ち受ける。
第3ステージ Hard Boiler
炎が噴き出す床の多いステージ
第4ステージ Sno
雪山のステージ。
第5ステージ Skullmonkeys Brand Hot Dogs
下水管。パイプの上を進む。切れていて燃えているコードのトラップがある。ボス・ジョーヘッドジョーが待ち構えている。
第6ステージ Elevated Structure of Terror
ピンク色で異形の雲が背景。ゲロゲロモンキーやワンワン鳥が多く登場。
第7ステージ Ynt Death Garden
YNTの巣への入り口。
第8ステージ Ynt Mines
YNTの鉱山。
第9ステージ Ynt Weeds
YNTの森。
第10ステージ Ynt Eggs
YNTの卵が多くあるステージでステージ中のツタを上り下りすることができる。ボス・グレンYntisが待ち受ける。
第11ステージ Monk Rushmore
雲の上を進んでいく。アイテム・スペシャルを集めると1970年代をイメージしたボーナスステージに入ることができる。
第12ステージ Soar Head
大きい月が背景で。頂上から最下層まで向かう。
第13ステージ Shards
尖ったクリスタルのトラップが多い洞窟。
第14ステージ Castle De Los Muertos
王城前のステージ。背景が赤く光によりクレイマンを含む物体が黒く見える。マジックモンキーが待ち受ける。
第15ステージ The Incredible Drivy Runn
丸くて足が付いた乗り物に乗って走り続ける。
第16ステージ Worm Graveyard
つまようじのような剣山のトラップが多い。周囲を空へ飛んでいく煙のような物体はミミズの魂らしい。最深部でラスボス・クロッグとの戦う。
第17ステージ Evil Engine #9
クロッグが残した。破壊兵器。